# Trirhithrum teres
Trirhithrum teres är en tvåvingeart som beskrevs av Munro 1938. Trirhithrum teres ingår i släktet Trirhithrum och familjen borrflugor.
Artens utbredningsområde är Kenya. Inga underarter finns listade i Catalogue of Life.